# 朱厄爾冰川
朱厄爾冰川（英語：Jewell Glacier），是南極洲的冰川，位於南喬治亞島南岸，流經格蘭特山，最終注入喬薩克灣，由英國南極名稱諮詢委員會命名，現時由英國海外領土管轄。